# 광형태형성
광형태형성(光形態形成, Photomorphogenesis)은 식물의 광응답의 일종이다. 빛에 의해 식물의 성장이나 분화 따위의 형태를 제어하는 것을 가리킨다. 고등식물에서는 광수용체의 일종인 피토크롬을 경유하는 타입, (자외-)청색수용체를 경유하는 타입이 알려져 있다. 청색광반응(청색광응답, 자외-청색광반응, 자외-청색광응답)에서의 광형태형성에는, 배축의 신장 억제, 자엽 전개, 자엽 개폐, 색소 생합성 따위가 알려져 있다.